# Michalis Kalarakis
Michalis Kalarakis (griechisch Μιχάλης Καλαράκης, auch Michail Kalarakis, * 13. Februar 1997) ist ein griechischer Reiter, der sein Land bei den Paralympischen Sommerspielen 2024 in Dressurreiten repräsentierte.

## Leben und Karriere
Kalarakis wurde mit einer zerebralen Lähmung geboren, durch die seine Motorik in Armen und Beinen beeinträchtigt und das Sprechen durch eine Schwäche der Gesichtsmuskeln erschwert wurde. Er wuchs auf Kreta auf und begann im Grundschulalter mit therapeutischem Reiten, motiviert von seiner Sprachtherapeutin. Nach seinem Schulabschluss absolviert er ein Psychologie Studium an der Universität Athens.
Sein internationales Debüt bei Para-Reitwettbewerben hatte Kalarakis mit dem Pferd Donizetti beim CPDEI3-Reitwettbewerb in Hartbury (Großbritannien), als er 17 Jahre alt war. Von seiner damaligen Leistung war er zwar enttäuscht, nach eigenen Angaben lehrte ihn diese Erfahrung jedoch Geduld, Bescheidenheit, Ausdauer und Einfallsreichtum.
Im Jahr 2022 konnte er im dänischen Herning beim Individual Championship Grade I mit seinem Pferd Tony den 11. Platz erreichen. 2023 wurde er mit seinem Pferd Eros CS im deutschen Riesenbeck bei den Europameisterschaften im Para-Dressurreiten im Wettbewerb Grand Prix A1 Neunter mit 69,125 Punkten.
Kalarakis konnte sich über eine von der FEI (International Equestrian Federation) gewährten Freikarte für die Paralympischen Sommerspielen 2024 qualifizieren, an denen er mit seinem Pferd Eros CS teilnahm und mit 66,250 Punkten auf Platz 16 kam.
Er trainiert mit Marianna Grammatikaki bei der Reitakademie Kreta (Ippiki Akademia Kritis).